# MIX JUICE
『MIX JUICE』（みっくす・じゅーす）は、グレートチキンパワーズのメジャー・デビュー・シングル。

## 解説
30万枚を超えるヒットを記録した。

## 収録曲
作詞・作曲：GREAT CHICKEN POWERS／編曲：MOONLIGHT CAFÉ
1. MIX JUICE
2. ショートコント（中学校によくいるあんな先生、こんな先生～トムソーヤ）
3. MIX JUICE（オリジナル・カラオケ）